# سيلفازانو دينترو
سيلفازانو دينترو (بالإيطالية: Selvazzano Dentro)‏ هي بلدية في مقاطعة باذوة، في فنيتة بشمال شرق إيطاليا، وتقع على بعد 40 كيلومترًا (25 ميلًا) غرب مدينة البندقية و8 كيلومترات (5 ميلًا) جنوب غرب باذوة.